# Aleksej Korenev
Aleksej Korenev (russisk: Алексе́й Алекса́ндрович Ко́ренев) (født 2. maj 1927 i Moskva i Sovjetunionen, død 26. februar 1995 i Moskva i Rusland) var en sovjetisk filminstruktør, manuskriptforfatter og skuespiller.

## Filmografi
- Urok literatury (Урок литературы, 1968)[1][2]
- Adam i Kheva (Адам и Хева, 1969)
- Bolsjaja peremena (Большая перемена, 1972)
- Lovusjka dlja odinokogo muzjtjiny (Ловушка для одинокого мужчины, 1990)